# Дубовый Куст
Дубовый Куст — посёлок в Бузулукском районе Оренбургской области России. Входит в состав сельского поселения Алдаркинский сельсовет.

## География
Посёлок расположен на западе района в 40 км от Бузулука.

## История
Основан в первой половине XX века.

## Население
| 2003 | 2010 |
| ---- | ---- |
| 112  | ↘41  |

Национальный состав
По данным Всероссийской переписи населения 2010 года:
| № | Национальность | Численность, чел. | Доля |
| - | -------------- | ----------------- | ---- |
| 1 | русские        | 11                | 27 % |
| 2 | казахи         | 22                | 54 % |
| 3 | другие         | 8                 | 19 % |

## Достопримечательности

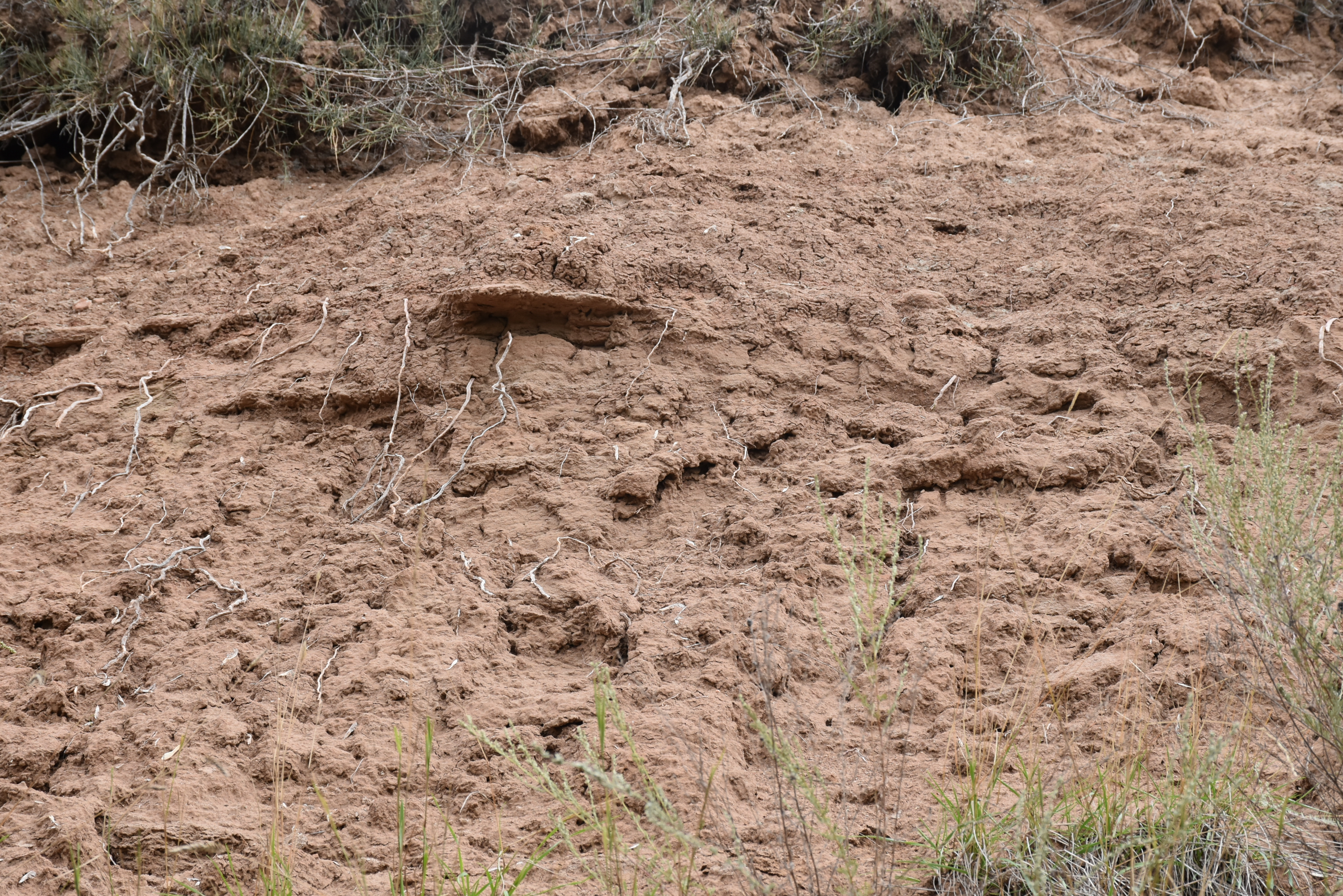
Обнажения балки.

- Геолого-геоморфологический памятник природы «Балка Сосновый Дол (в низовьях балки Акмечеть)». Находится в 4,5 км к югу от Дубового Куста.